# Wechterswinkel
Wechterswinkel ist ein Gemeindeteil der Gemeinde Bastheim im unterfränkischen Landkreis Rhön-Grabfeld in Bayern.

## Lage
Das Kirchdorf liegt im Besengau im Tal der Els an der Staatsstraße 2286 zwischen Bastheim und Unsleben etwa zwei Kilometer südöstlich von Bastheim.
In der gleichnamigen Gemarkung liegt nur der  Ort. Die angrenzenden Gemarkungen sind Frickenhausen, Mittelstreu, Unsleben, Wollbach, Braidbach und Bastheim.

## Geschichte
Das Kloster Wechterswinkel wurde um das Jahr 1140 gegründet. Die politische Gemeinde Wechterswinkel bestand von Anfang des 19. Jahrhunderts bis zum 1. Mai 1978 und hatte keine weiteren Gemeindeteile.

## Das Kloster als Kreiskulturzentrum
Seit 2008 hat sich das Kloster Wechterswinkel als Kreiskulturzentrum im Landkreis Rhön-Grabfeld etabliert. Es wird als Ausstellungs- sowie Veranstaltungsraum für Kunst und Kultur genutzt. Wechselnde Kunstausstellungen sowie Konzerte, Lesungen und Theater kennzeichnen das Programm der Kulturagentur Rhön-Grabfeld.
Auf drei Ebenen sind heute verschiedenste Künste zu finden: Das Erdgeschoss ist wechselnden Kunstausstellungen vorbehalten. Vier bis fünf Sonderausstellungen pro Jahr zeigt die Kulturagentur dort. Der Schwerpunkt liegt auf zeitgenössischer Kunst, insbesondere auf der Bildhauerei. Auch ein Klostercafé ist im Foyer des Kreiskulturzentrums untergebracht. Im ersten Obergeschoss befindet sich der Konzert- bzw. Festsaal des Klosters. Dort findet ein breites Spektrum an Konzerten statt: Von Alter Musik, über Klassik bis hin zu Jazz, Klezmer, Swing und Tango oder Crossover-Konzerten. Auch Lesungen stehen regelmäßig auf dem Veranstaltungskalender des Klosters. Im zweiten Obergeschoss ist eine Dauerausstellung zur Geschichte des Klosters und des Ortes Wechterswinkel untergebracht.
Neben dem Konzert- und Ausstellungsprogramm veranstaltet die Kulturagentur zudem kunsthandwerkliche Märkte und einige Open-Air-Veranstaltungen, wie Konzerte oder Sommertheater. Ebenso ist dort Raum für offizielle Anlässe, Empfänge und Ehrungen. Auch für private Feierlichkeiten kann das Kloster über die Kulturagentur angemietet werden.